# Traité de Fomena

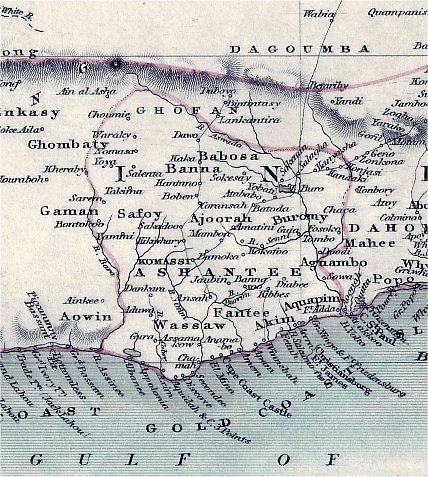
Carte de l'Empire ashanti.

Le traité de Fomena fait référence à l'alliance de l'Empire ashanti à l'époque de Mensa Bonsu Kumaa et le Royaume-Uni. Il a été écrit en février ou en mars 1874.

## Contexte
Au XIXe siècle, les Britanniques sont confrontés aux Ashantis de la Gold Coast. Les Ashantis envahissent la côte environ sept fois en l'espace de soixante-dix ans. L'expédition de Wolsely lancée par les Britanniques doit franchir le fleuve Pra pour se mettre à l'abri de la saison des pluies qui approche. Ils entrent à Kumasi le 4 février. Une bataille a lieu dans un village d'Amoafo, près de Bekwai (en). Les Ashantis sont vaincus et Bekwai et Kumasi sont capturées. La victoire des Britanniques et le traité mettent fin au rêve des Ashantis d'étendre leur pouvoir aux états côtiers.

## Termes du traité
Les Ashantis :
- promettent de payer un montant de 50 000 onces d'or aux Britanniques ;
- doivent renoncer à leurs prétentions sur Assin (en), Akim, Adanse et Denkyira;
- doivent également renoncer à leurs revendications sur Elmina et d'autres alliés des Britannique, et de payer le gouvernement britannique pour l'utilisation des forts ;
- doivent également retirer leurs troupes du sud-ouest de la zone et d'autres endroits ;
- doivent arrêter  la pratique du sacrifice humain.